# Лежа (Росія)
Лежа́ (рос. Лежа) — селище у складі Грязовецького району Вологодської області, Росія. Входить до складу Сидоровського сільського поселення.

## Населення
Населення — 268 осіб (2010; 343 у 2002).
Національний склад (станом на 2002 рік):
- росіяни — 99 %